# Memorias del calavero
Pour plus de détails, voir Fiche technique et Distribution.
Memorias del calavero est un film colombien réalisé par Rubén Mendoza, sorti en 2014.

## Synopsis
Rubén Mendoza a rencontré El Cucho sur le tournage de son premier film La Société du feu rouge. Intrigué par ce personnage, il décide d'en faire le sujet d'un film documentaire biographique.

## Fiche technique
- Titre français : Memorias del calavero
- Réalisation : Rubén Mendoza
- Scénario : Rubén Mendoza
- Pays d'origine : Colombie
- Format : Couleurs - 35 mm
- Genre : biographie, documentaire
- Durée : 93 minutes
- Date de sortie :
  -  Colombie : 14 mars 2014

## Distribution
- Antonio Reyes El Cucho : El Cucho
- Edson Velandia : lui-même